# Adesmus unicolor
Adesmus unicolor es una especie de escarabajo longicornio del género Adesmus, categorizada en la tribu Hemilophini, de la subfamilia Lamiinae. Fue descrita por Audureau & Demez en 2016.

## Descripción
Mide 8 mm de longitud.

## Distribución
Se distribuye por América del Sur: Perú.